# Siraitia siamensis
Siraitia siamensis är en gurkväxtart som först beskrevs av William Grant Craib, och fick sitt nu gällande namn av Charles Jeffrey, S.Q. Zhong och D. Fang. Siraitia siamensis ingår i släktet Siraitia och familjen gurkväxter. Utöver nominatformen finns också underarten S. s. silomaradjae.